# さぬきピアラーニングハブ
さぬきピアラーニングハブは、オンラインの講義を自宅で受講する学生向けにシェアハウス（学生寮）を提供する。
カンボジアのキリロム工科大学の日本校の誘致を計画している。

## 沿革
- 2023年
  - 1月12日、旧神前小学校の再利用において、vKirirom Japan株式会社とさぬき市が施設を設置に合意[3][4]。
  - 6月13日　さぬきピアラーニングハブ入居企業であるキリロムデジタル株式会社がさぬき市と香川県との間で立地協定を締結[5][6][7][8]。